# Sörskogstjärnen
Sörskogstjärnen är en sjö i Leksands kommun i Dalarna och ingår i Dalälvens huvudavrinningsområde. Sjön har en area på 0,0787 kvadratkilometer och ligger 289,5 meter över havet. Sjön avvattnas av vattendraget Vallmoraån (Finnhytteån).

## Delavrinningsområde
Sörskogstjärnen ingår i det delavrinningsområde (672642-147170) som SMHI kallar för Inloppet i Övre Valsan. Medelhöjden är 284 meter över havet och ytan är 6,56 kvadratkilometer. Det finns inga avrinningsområden uppströms utan avrinningsområdet är högsta punkten. Vallmoraån (Finnhytteån) som avvattnar avrinningsområdet har biflödesordning 2, vilket innebär att vattnet flödar genom totalt 2 vattendrag innan det når havet efter 225 kilometer. Avrinningsområdet består mestadels av skog (77 procent). Avrinningsområdet har 0,25 kvadratkilometer vattenytor vilket ger det en sjöprocent på 3,9 procent.